# Infiniti Q45
Der Infiniti Q45 ist eine von 1989 bis 2006 hauptsächlich in Nordamerika in drei Generationen angebotene Oberklasse-Limousine der japanischen Automobilmarke Infiniti.
Die erste Generation des Q45 (1989–1999) basierte auf dem Nissan President; die zweite Generation (1997–2000) und die dritte Generation (2001–2006) basierten auf dem japanischen Nissan Cima. Die Exporte des Q45 wurden nach dem Modelljahr 2006 eingestellt.

## Erste Generation (G50; 1989–1996)
Der erste Infiniti Q45 wurde 1989 eingeführt. Er war zusammen mit dem M30 das erste Modell der neugegründeten Premiummarke von Nissan und vornehmlich für die USA entwickelt worden. Er stellte das Konkurrenzprodukt zum fast zeitgleich eingeführten Lexus LS400 dar. In Japan wurde er als Nissan Infiniti Q45 vermarktet und war exklusiv in den Nissan Prince Stores erhältlich.
Alle Modelle besaßen serienmäßig einen 4,5-Liter-V8-Motor mit 280 PS (206 kW), der ein maximales Drehmoment von 396 Nm auf die Hinterräder abgab. Optional waren Allradantrieb und Aktivlenkung (High Capacity Actively Controlled Steering – HICAS) erhältlich. 1991 wurde ein hydraulisches, computergestütztes aktives Fahrwerk eingeführt, die Full-Active Suspension (ähnlich wie Active Body Control).
1994 erfuhr der Q45 ein Facelift, wobei vor allem die eher ungewöhnliche Front ohne Kühlergrill geändert wurde (ähnlich dem VW Passat B3). Spätere Modelle hatten eine konventionellere Optik mit Kühlergrill.

Infiniti bot den Q45 in drei Ausstattungsvarianten an: Basis, Q45t (t für touring) und Q45a. Der Q45t und der Q45a verfügten über eine Mehrlenkeraufhängung sowohl an den Vorder- als auch an den Hinterrädern, einen hinteren Stabilisator (wobei der Durchmesser des Q45a-Modells größer war) und beide Modelle hatten einen vorderen Stabilisator mit einem um 1 mm kleineren Durchmesser, einen Heckspoiler, geschmiedete BBS-Leichtmetallräder und eine Allradlenkung. HICAS und die schnelleren Lenkübersetzungen wurden beim 1995er Q45t-Modell eingestellt, und das Q45a-Modell wurde 1996 nicht mehr importiert. 

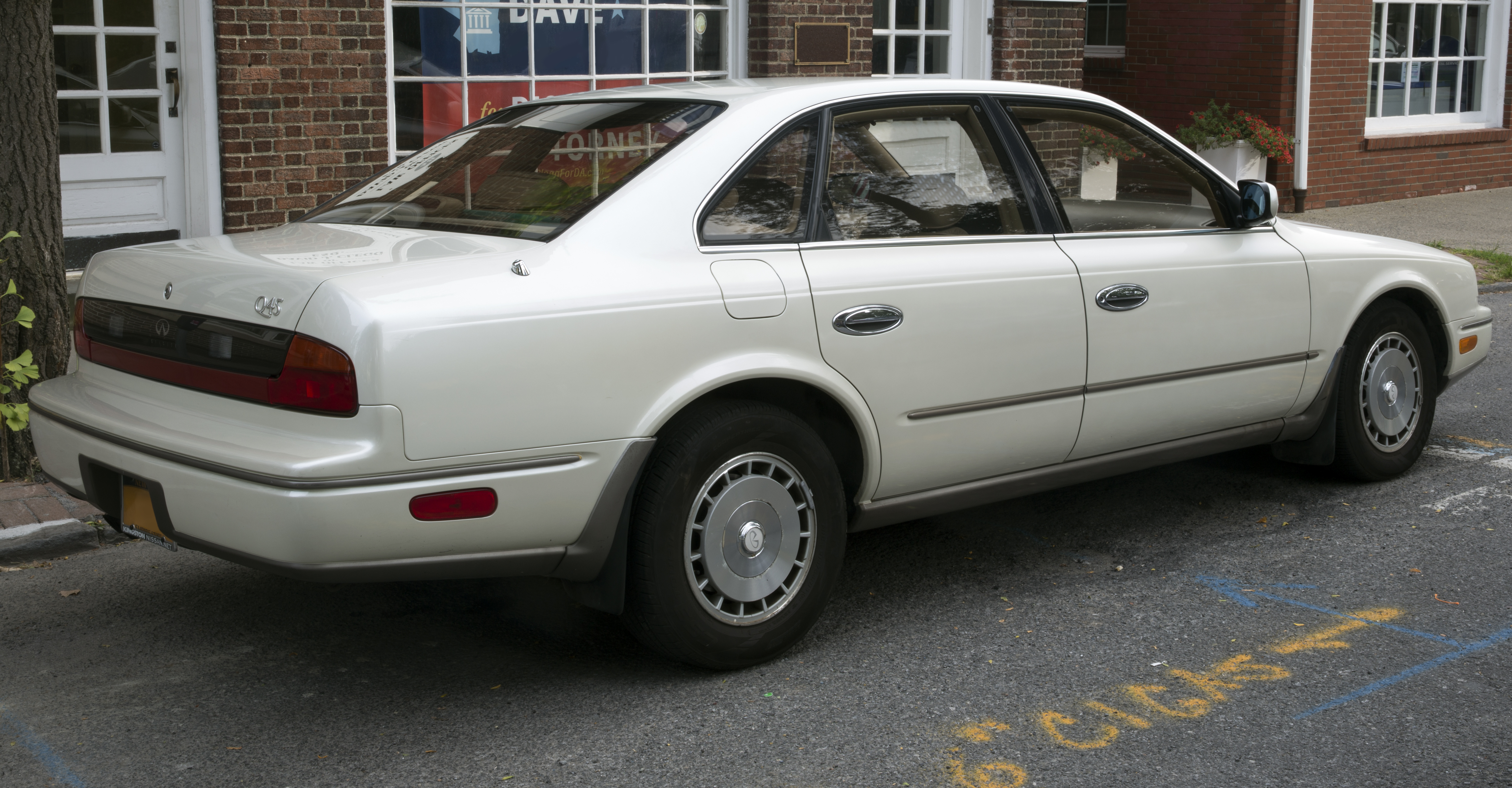
Heckansicht
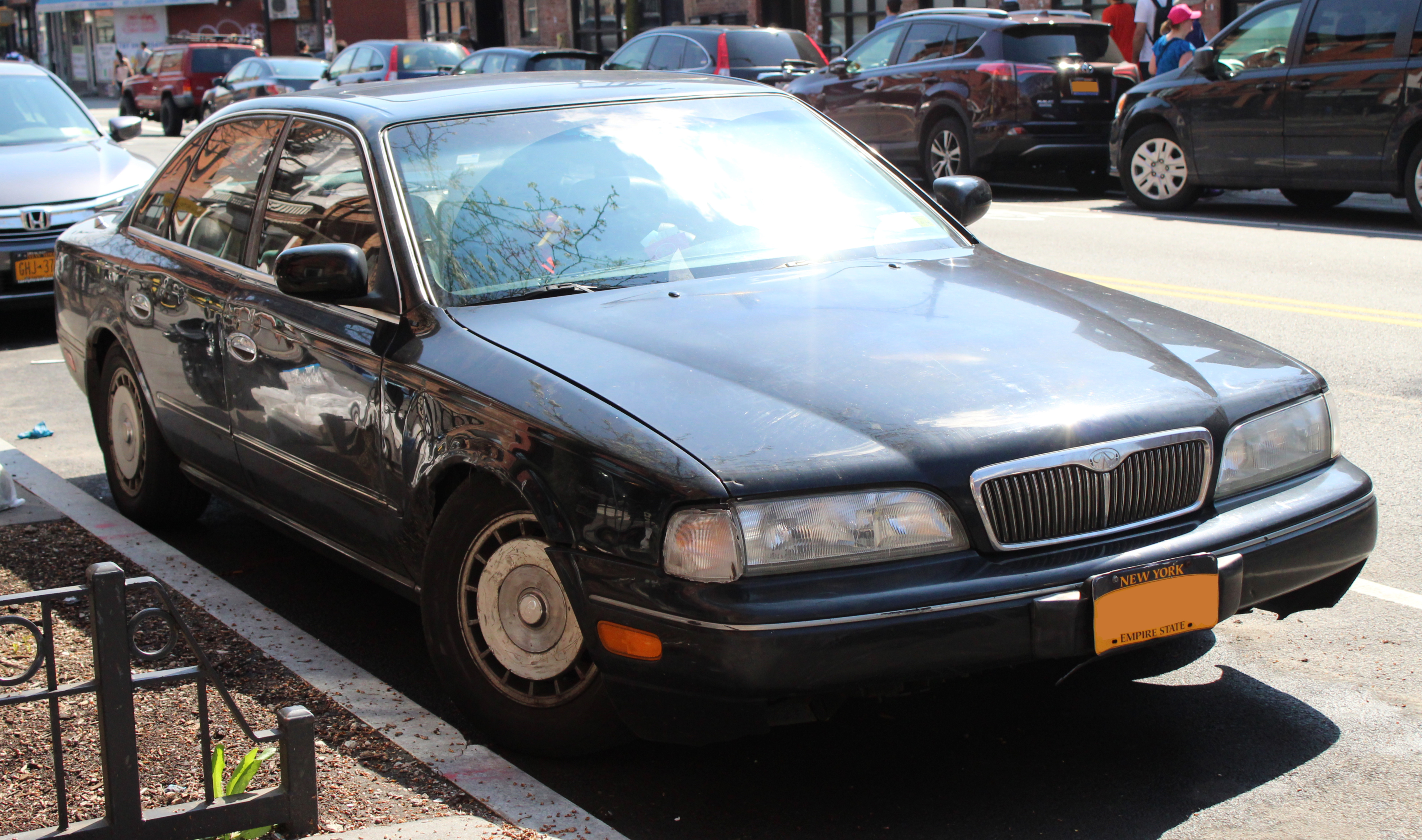
Facelift (1994–1996)
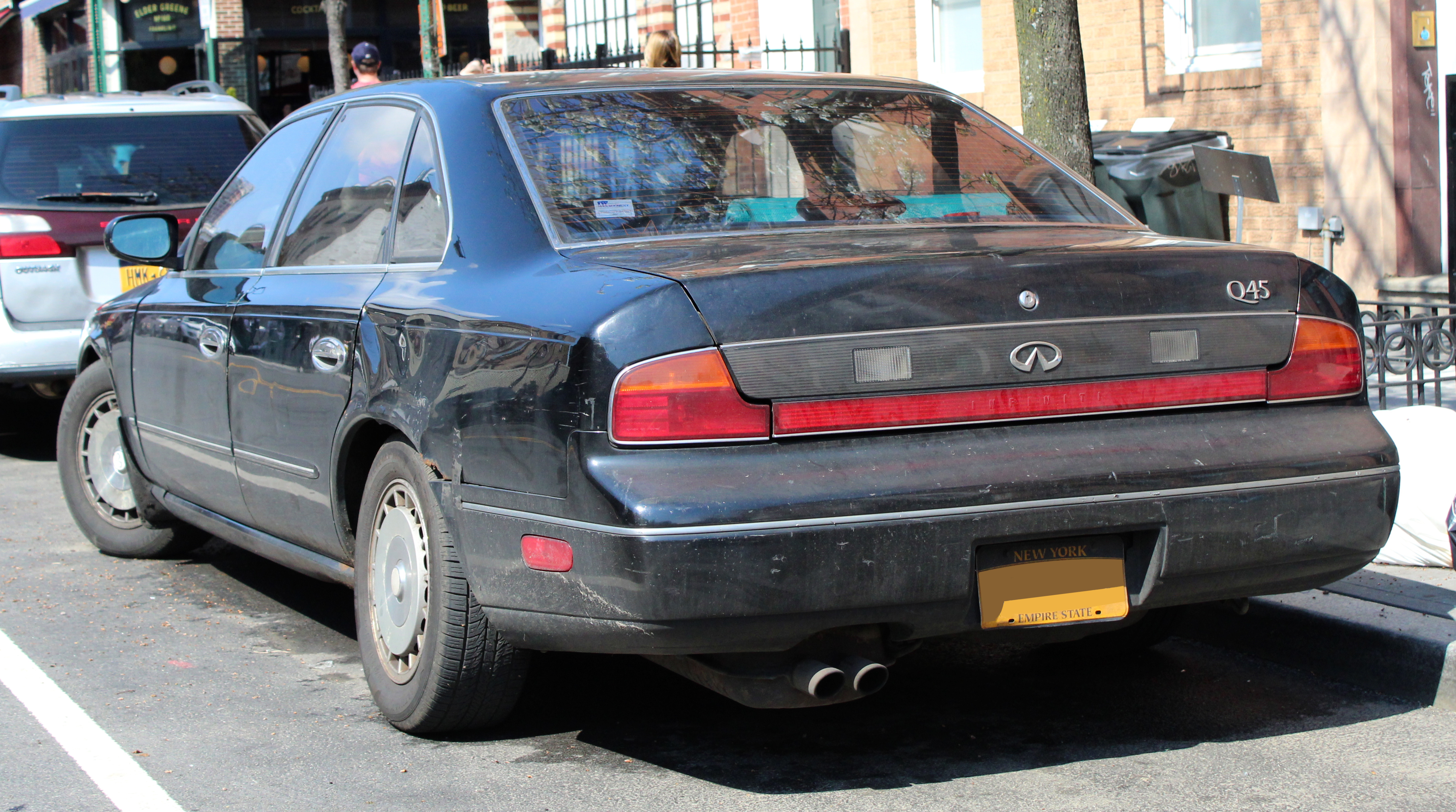
Heckansicht

## Zweite Generation (Y33; 1997–2000)
Die zweite Generation des Infiniti Q45, die 1997 eingeführt wurde, stellte eine leicht überarbeitete Variante des japanischen Nissan Cima dar, die auf der Nissan Cedric/Gloria-Plattform basierte. Bei der ersten Generation erhielt der Q45 seinen Namen von seinem 4,5-Liter-V8; der Name Q45 blieb aber auch bei der zweiten Generation erhalten, die von einem 4,1-Liter-VH41DE-V8-Motor angetrieben wurde. Dieser leistete hier nun 270 PS (199 kW) und beschleunigte den Q45 von 0 auf 100 km/h in etwa 7,5 Sekunden.
Zur Serienausstattung des Q45 der zweiten Generation gehörten im Innenraum Leder mit Holzimitat, eine Ein-Zonen-Klimaautomatik, ein Bose-Audiosystem mit acht Lautsprechern und einem CD-Spieler im Armaturenbrett, ein automatisch abblendender Rückspiegel, ein automatischer Timer für das Ein- und Ausschalten des Lichts sowie ein Tempomat und ein Bordcomputer. Ebenfalls serienmäßig war ein Memory-System für den Fahrersitz und das Lenkrad. Ein CD-Wechsler und beheizbare Sitze waren als Option erhältlich. Zur Serienausstattung gehörte außerdem eine Traktionskontrolle.

Die Front- und Heckpartie des Q45 wurden für 1999 leicht überarbeitet; HID-Scheinwerfer und eine Analoguhr gehörten fortan zur Serienausstattung. 17-Zoll-Räder und ein elektronisch einstellbares Fahrwerk wurden beim Q45t zur Standardausstattung.

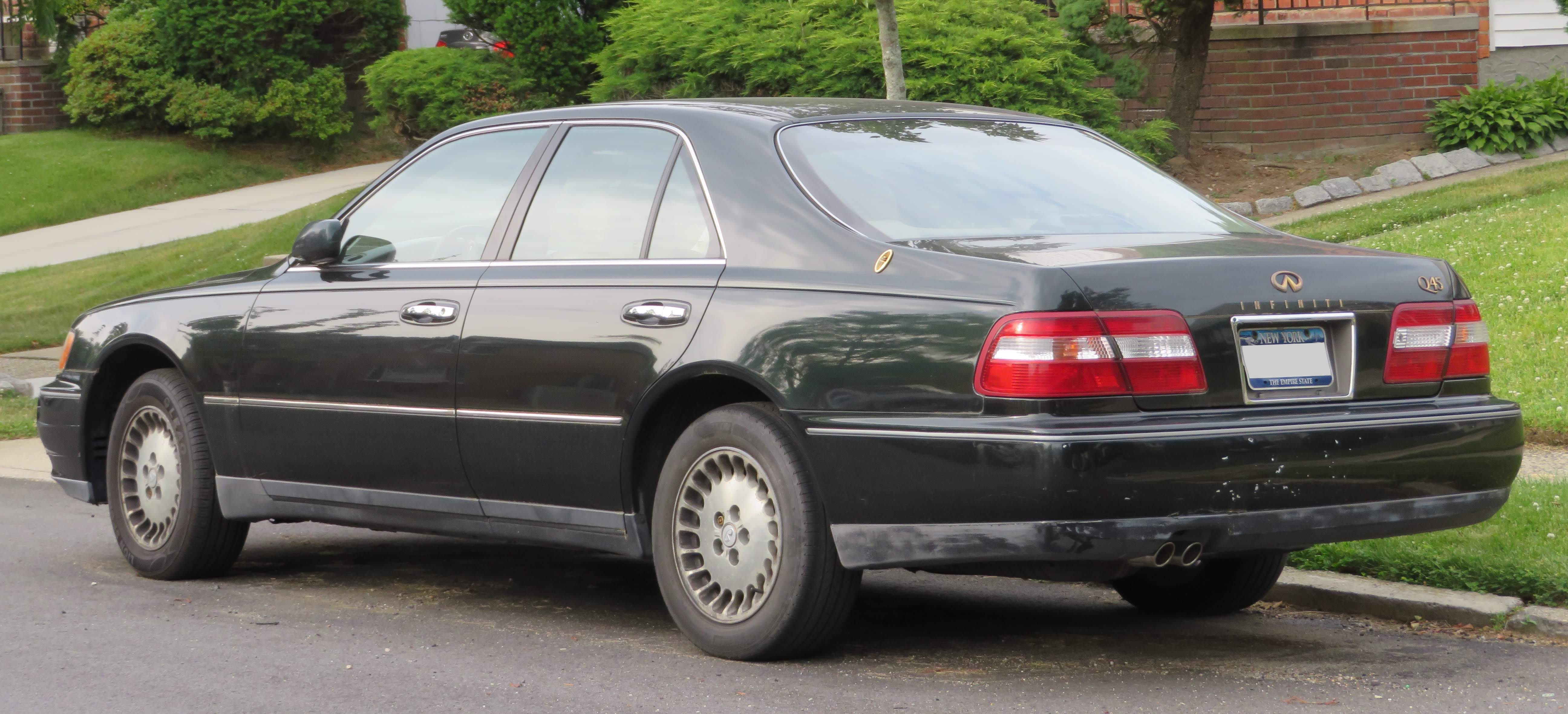
Heckansicht
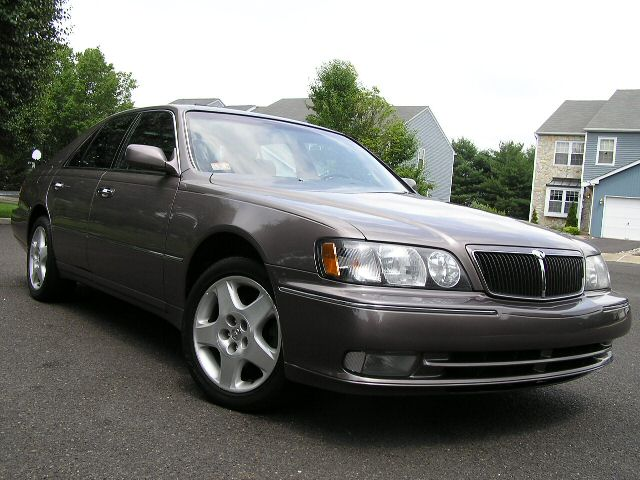
Facelift (1999–2000)
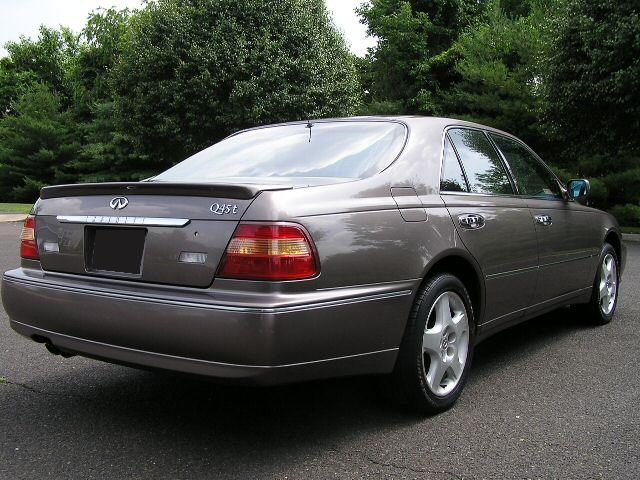
Heckansicht

## Dritte Generation (F50; 2001–2006)
2001 kam die dritte Generation des Q45 auf den Markt. Der Q45, der im Jahr 2000 auf der New York Auto Show als Konzeptfahrzeug vorgestellt wurde, wurde für das Jahr 2001 komplett überarbeitet und basierte wieder auf dem japanischen Nissan Cima. Bei dieser Generation des Q45 wurde ein 4,5-Liter-VK45DE-V8-Motor verbaut, der 344 PS (253 kW) leistete. Der Wagen verfügte über ein 5-Gang-Automatikgetriebe mit Overdrive.
Die Entwicklung begann 1996, das Außendesign wurde 1998 unter der Leitung von Mamori Aoki finalisiert und im März 2000 patentiert. Es war der erste Infiniti mit autonomem lasergesteuertem Tempomaten.
Zur Serienausstattung gehörten Leder, ein elektrisches Schiebedach, 8-fach verstellbare Vordersitze, eine schlüssellose Zentralverriegelung mit Fernbedienung, Scheibenwischer mit Regensensor und Seitenairbags. Die serienmäßige Elektronik umfasste zudem einen CD-Spieler, ein Bose-Audiosystem mit 8 Lautsprechern, einen Bordcomputer, eine Rückfahrkamera sowie ein sprachgesteuertes Navigationssystem. Der Q45 von 2002 war nach dem Toyota Soarer von 1991 das erste Fahrzeug, das außerhalb Japans mit sprachgesteuerter Navigation und einer Rückfahrkamera ausgestattet war. Der Wagen bot Platz für fünf Passagiere und wurde zu einem Preis von 56.200 US-Dollar (entspricht 84.669 US-Dollar im Jahr 2021) angeboten.

Zum Modelljahr 2005 wurde der Q45 überarbeitet, 2006 wurde die Baureihe eingestellt.

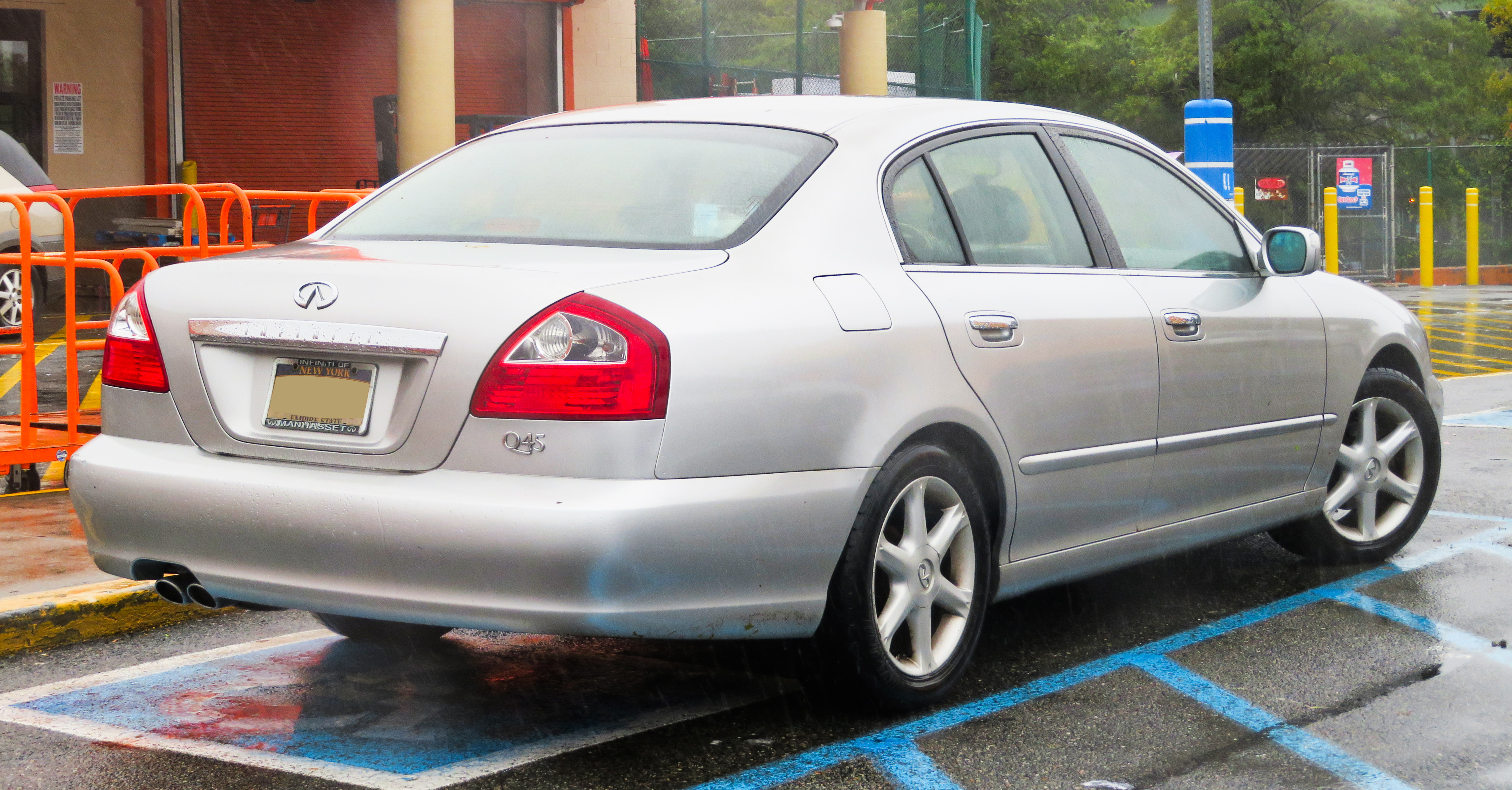
Heckansicht
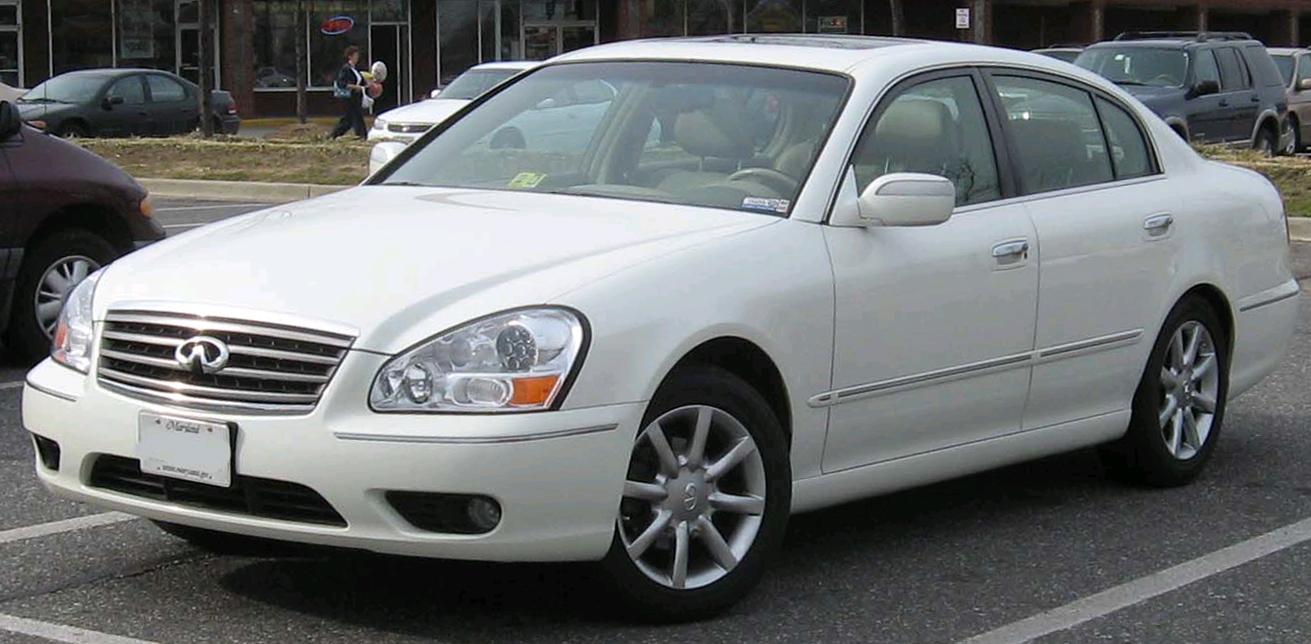
Facelift (2004–2006)
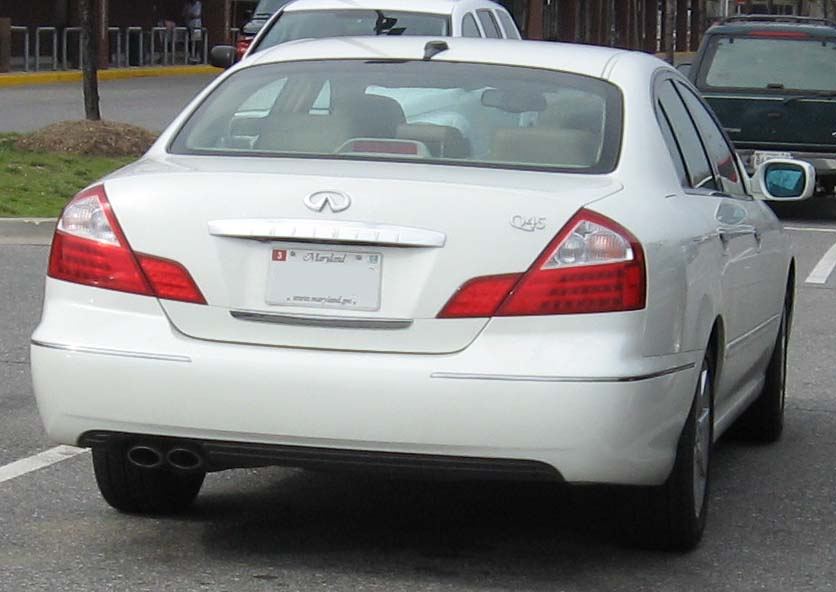
Heckansicht

## Nachfolger
Einen direkten Nachfolger zum Q45 gab es zunächst nicht. Die kleineren Modelle M35 bzw. M45 wurden somit die größten Limousinen im Angebot von Infiniti.
Im Jahr 2013 griff Infiniti mit dem Q50 die Modellbezeichnung mit dem Buchstaben Q wieder auf. Der Q50 ist jedoch als Nachfolger des G37 deutlich kürzer als der frühere Q45.